# Rodney Purvis
Rodney Purvis, né le 14 février 1994 à Greenville en Caroline du Nord, est un joueur américain de basket-ball. Il évolue au poste d'arrière. 

## Palmarès
- Champion des Amériques -18 ans 2012